# Stenamblyphyllum dilutum
Stenamblyphyllum dilutum är en insektsart som beskrevs av Karsch 1896. Stenamblyphyllum dilutum ingår i släktet Stenamblyphyllum och familjen vårtbitare. Inga underarter finns listade i Catalogue of Life.